# 342

## Догађаји
- Цар Констанс води кампању у Британији против Пикта.
- Цар Констанс у свом походу побеђује Франке.
- Снажан земљотрес погодио Кипар.
- Гогурјео је напао Муронг Хуанг из Сјанбеја.
- Јин Кангди је наследио свог брата Јин Цхенгдија на месту цара Кине.
- Павле I, патријарх цариградски, свргнут је и заменио га је Македоније I Цариградски.

### Фебруар
- 15. фебруар – Завршен је храм Свете Софије у Цариграду.